# Чеське кладовище у Княгининку
До переселення чехів на історичну батьківщину у Княгининку (Kněhyninky) мешкала чеська громада, що мала своє кладовище де налічувалося кілька десятків поховань.
Після укладання радянсько-чехословацької угоди 10 липня 1946 р. про оптацію чеська громада залишила Княгининок.
На кладовищі хоронили місцевих жителів, а чеські могили залишилися окремим кварталом, як і у сусідньому селі Липляни.
Кладовище є діючим.

## Поховання
На кладовищі збереглося близько двох десятків надмогильних пам'ятників з природного каменю та цементу. Частину поховань можна ідентифікувати за добре збереженими написами. Дерев'яні хрести не збереглися, однак подекуди у траві можна побачити їхні залишки.
|  |  |  |  |
|  |  |  |  |
|  |  |  |  |
|  |  |  |  |
|  |  |  |  |

|  |  |  |  |
|  |  |  |  |
|  |  |  |  |
|  |  |  |  |
|  |  |  |  |